# Normand
|  | Aquest article tracta sobre la llengua. Si cerqueu el membre del poble que va habitar la Normandia, vegeu «Normands». |

El normand és una llengua romànica que es parla a Normandia i a les Illes Anglonormandes. Forma part de les llengües d'oïl i les circumstàncies històriques l'han portada a ser considerada un dialecte o una variant degradada del francès. En normand es coneix com a normaund / cauchois // guernesiais, jersiais segons el lloc.

## Nombre de parlants
No hi ha dades, tot i que sembla que la zona amb més presència de la llengua sigui la de la Baixa Normandia.
A les Illes Anglonormandes, el guernseiès només és utilitzat per alguns vells, encara que hi hagi algunes associacions que intentin preservar-lo. Per altra banda, segons una enquesta del 1989, hi havia 5.720 persones que parlaven el jerseiès. A Alderney, però, la llengua normanda es dona per completament extinta. La "millor" situació es troba a l'illa de Sark, on els seus 600 residents utilitzen normalment la llengua pròpia. En total, es calcula que només el 2% dels habitants de les Illes del Canal parlen el normand en qualsevol de les seves varietats, en una proporció que ha anat decreixent constantment des dels anys 30 del segle xx.

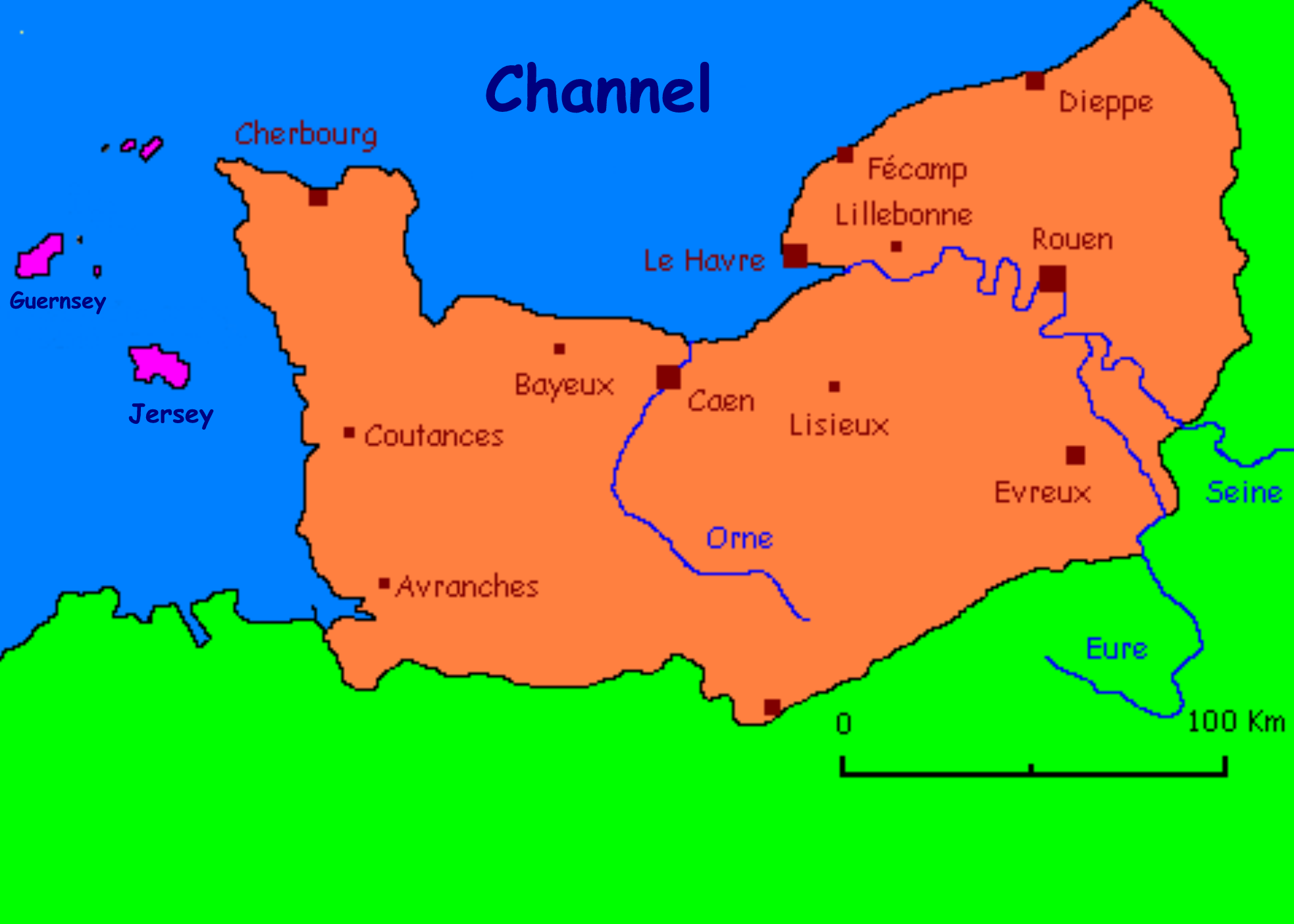
Àrea on es parla el normand

## Classificació lingüística
indoeuropeu> llatí> gal·loromànic> llengües d'oïl> normand

## Estatus legal

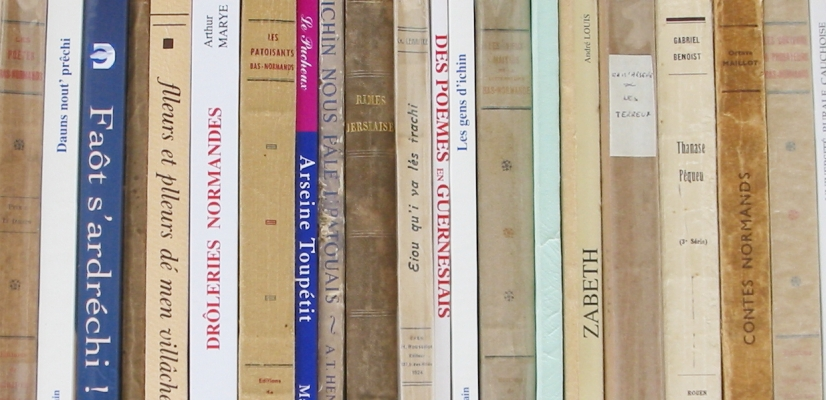
Literatura en normand

L'única llengua oficial de França és el francès. A les Illes Anglonormandes, la situació és diferent segons les dues batllies en què es divideix aquest territori. A Jersey, són oficials l'anglès i el francès, mentre que a Guernsey només ho és l'anglès, que va substituir el francès com a única llengua oficial el 1966. El normand, en canvi, no gaudeix de cap mena de reconeixement, tot i ser la llengua pròpia d'aquests territoris.

## Ensenyament
Actualment, es parla de crear mètodes per a l'aprenentatge del guernseiès en l'ensenyament primari i en els cursos nocturns. A Normandia, s'havia arribat a estudiar optativament en 5 collèges del departament de la Manche (Avranches, Beaumont, Bricquebec, Gavray i Les Pieux), però el 2021 ja només en quedava un i amb el docent voluntari.
L'any 2019 és preveia reintroduir el normand a les escoles i que sigui assignatura optativa als instituts. També es preveia obrir una Acadèmia de la llengua normanda i fer retolació bilingüe normand/francès.